# 현대시작품상
현대시작품상(現代詩作品賞)은 대표적 월간 시 전문지 《현대시》에서 문학적 성취가 뛰어난 시 작품을 대상으로 수여하는 대한민국의 문학상으로 2000년에 제정되었다.
《현대시》 매월호에 당해 현대시작품상 후보작들을 추천하고, 추후 편집위원들의 심사를 통해 당선작을 결정하는 심의형식을 거친다. 3~4월에 수상자를 발표하고, 5월에 시상식을 갖는다. 제1회 수상자는 김혜순 시인이었으며, 현재까지 계속해서 시상하고 있다.
상금은 1,000만 원이다.

## 역대 수상자
| 수상년도      | 수상자 |
| ------------- | ------ |
| 2000년 제1회  | 김혜순 |
| 2001년 제2회  | 함성호 |
| 2002년 제3회  | 김영승 |
| 2003년 제4회  | 이향지 |
| 2004년 제5회  | 박주택 |
| 2005년 제6회  | 이원   |
| 2006년 제7회  | 김영남 |
| 2007년 제8회  | 채호기 |
| 2008년 제9회  | 위선환 |
| 2009년 제10회 | 조연호 |
| 2010년 제11회 | 배한봉 |
| 2011년 제12회 | 이수명 |
| 2012년 제13회 | 이민하 |
| 2013년 제14회 | 박상순 |
| 2014년 제15회 | 이재훈 |
| 2015년 제16회 | 강정   |
| 2016년 제17회 | 김민정 |
| 2017년 제18회 | 신용목 |
| 2018년 제19회 | 김안   |
| 2019년 제20회 | 오은   |
| 2020년 제21회 | 김소연 |
| 2021년 제22회 | 정끝별 |
| 2022년 제23회 | 김중일 |
| 2023년 제24회 | 유계영 |
| 2024년 제25회 | 김정환 |